# Близнюки Фрай
Джейкоб та Іві Фрай (англ. Jacob Frye, англ. Evie Frye), спільно відомі як близнюки Фрай — персонажі-сестри з франшизи відеоігор Assassin's Creed від Ubisoft. Вони вперше з'являються як персонажі відеогри Assassin's Creed Syndicate 2015 року, в якій їх зображують Пол Амос (Джейкоб) і Вікторія Аткін (Іві).
В рамках альтернативної історичної обстановки серіалу обидва персонажі є членами Братства вбивць (вигаданої організації, натхненної реальним Орденом вбивць, яка покликана захищати мир і свободу), яка діяла у вікторіанській Англії на початку Другої промислової революції. У Syndicate близнюки їдуть до Лондона, щоб відновити місцеве відділення асасинів, яке раніше було знищено їхніми смертельними ворогами, Орденом тамплієрів, і звільнити місто з-під контролю тамплієрів. Близнюки досягають перемоги над тамплієрами, поширюючи свій вплив на злочинні елементи міста та згуртовуючи підтримку низового класу проти нестримної нерівності під правлінням тамплієрів.
Близнюки Фрай ще раз з'являлися в інших іграх або медіа з різним рівнем важливості. Як Джейкоб, так і Іві отримали загалом позитивний прийом від критиків, похваливши їхні суперечливі характери, що відображено в їх індивідуальному стилі гри. Зокрема, Іві отримала одностайне схвалення щодо свого статусу жінки-протагоніста в іграх основної серії Assassin's Creed і викликала широкі дискусії щодо гендерного представництва у франшизі з моменту її першої появи.

## Огляд персонажів
Близнюки Фрай є головними героями відеогри Assassin's Creed Syndicate 2015 року. Джейкоб і Іві мають індивідуальні дерева навичок, які гравець може персоналізувати. Обидва персонажі грають подібно, хоча кожен з них має різні навички, які стимулюють певний стиль гри: унікальні здібності Іві є перевагою для стилю гри, орієнтованого на скритність, тоді як здібності Джейкоба надають більше переваг у відкритому бою, наприклад, контратака, яка гарантує постріл у голову по ворожих цілях. Їхні різні стилі гри відображаються на їхніх характерах: Іві більше трепетно ставиться до традицій асасинів і поводиться як архетипічний член Братства, який непомітно відганяє свої цілі з тіні, тоді як Джейкоб більш розкутий і прагне відкрито протистояти тамплієрам у на передовій, залучаючи злочинні елементи Лондона до своєї справи та ведучи їх проти цілей, яких підтримували тамплієри.

## Концепція та дизайн
Розробляючи персонажа для ігор Assassin's Creed, керівники проектів створювали передісторію, на основі якої могли б побудувати свої команди авторів і дизайнерів, хоча велика частина цієї інформації ніколи не розкривається гравцеві. Ідея створити двох героїв виникла на самому початку розвитку Syndicate, хоча сценаристам знадобилося більше часу, щоб визначити їхні стосунки та побудувати достовірну різницю між їхніми особистостями. За словами креативного директора Syndicate Марка-Алексіса Коута, ідея зрештою перетворилася на пару головних героїв-близнюків і стосунки між братами та сестрами, які емоційно доступні багатьом гравцям, але співробітники Ubisoft ще не досліджували на той час. Коут пояснив, що це був спосіб його команди зробити Syndicate «відчуттям новим і свіжим» у франшизі та способом уникнути «розповіді однієї історії», описуючи Джейкоба та Іві як «створених з нуля» зі своїми особливими індивідуальностями. Відзначаючи незмінну популярність головного героя серіалу Еціо Аудіторе да Фіренце, Кот підкреслив, що команда ніколи не розглядала ідею «скопіювати» Еціо, щоб відновити цей рівень популярності для майбутніх героїв серіалу, оскільки для них важливо створити «нових і унікальних персонажів» і сподіватися на «якийсь успіх».
Коут сказав, що під час розробки концепції героїв Syndicate команда прийшла до висновку, що вони можуть розповісти більш цікаву та грайливу історію через стосунки між парою братів-близнюків, наполягаючи на їхніх відмінностях. Письменниця Мелісса Маккубрі пояснила, що близнюки Фрай були навмисно розроблені, щоб співіснувати як функціональна одиниця і водночас контрастувати один з одним. Для неї відданість Іві інтелектуальним заняттям добре перешкоджає мудрій особистості Джейкоба, і навпаки. Команда виявила, що її темперамент як більш розуміючої та доступної близнючки доповнює ідеологію та поведінку книжкового союзника близнюків Генрі Ґріна, що призвело до спільних зусиль письменників, щоб розвинути романтичні стосунки між ним та Іві. Контраст також поширюється на те, як кожен брат і сестра підходять до бойових ситуацій: Джейкоб віддає перевагу більш прямому підходу, тоді як його сестра зосереджена та розрахована на виконання своїх планів і цілей. МакКубрі провів аналогію між стилем Джейкоба як безладного бешкетника та рутиною коміка: наприклад, Джейкоб знав би, що він добре справляється з бійкою, коли спостерігав, як його суперник бореться, так само, як самосвідомий комік знає, що вони добре почуваються, коли стикаються з вдячною аудиторією, яка охоче реагує сміхом на їхні жарти. У цьому контексті точність і таємниця, що оточують бойовий дизайн Іві, відображає її мислення як людину, яка орієнтована на завдання і розглядає боротьбу як частину своєї роботи, а не як веселу чи стимулюючу діяльність, а також її відданість традиційним здібностям убивці, на відміну від Джейкоба., якому подобається вести армію послідовників на вуличні бої.
За словами співробітників Ubisoft, рішення включити жінку-протагоніста в Evie жодним чином не було відповіддю на полеміку навколо відсутності жіночого представництва в Assassin's Creed Unity, попередниці Unity. Оскільки її включення в гру не мало жодного відношення до суперечки, «усе про неї ідеально вписується в історію з Джейкобом» і не є «підкованим», за словами директора з дизайну рівнів Г'юго Гіарда. Спочатку Іві була неспорідненою старшою жінкою, або старшою чи молодшою сестрою до завершення концепції її персонажа як сестри-близнюка Джейкоба та її передісторії як людини, яка дотримується кредо вбивці чи кодексу поведінки суворіше, ніж її брат. Концептуально Іві зображено як «ідеально здібну особистість, але вона також виступає як міст між сюжетом „Вбивці“ та персонажами, які населяють Лондон». Маккубрі склав 250-сторінковий документ про історичних персонажів, які мали бути використані як джерело натхнення для оригінальних персонажів: для Іві ця концепція поширювалася на видатних жінок протягом тридцяти років, таких як Ада Лавлейс, Елізабет Гарретт Андерсон, Октавія Гілл і Міллісент Фосетт. МакКубрі пояснив, що мета полягала в тому, щоб переконливо зобразити Іві як доступну, але водночас незалежну героїню, не покладаючись на загальні тропи жіночого персонажа як інтелектуально вищого, але емоційно недоступного, і команда наполегливо працювала як єдине ціле, підходячи до дизайну Іві, щоб досягти що. Після того, як команда визначила, як фрагменти історії поєднуються між собою, і визначила стосунки між Джейкобом і Іві, пошук голосу Іві та того, що мотивує її рішення в історії, став легким і простим процесом.
Фізичні риси Іві були розроблені, щоб відображати її особистість, з «глибокими та інтенсивними очима, які аналізують кожну ситуацію та оточення». За словами концептуального художника Гранта Гіллера та арт-директора Тьєррі Дансеро, її добре укладене волосся, зокрема її симетричні та структуровані коси, повторюють її увагу до деталей, хоча кілька пасом волосся, які виходять назовні, також є ознакою її гарячого характеру та динамічності. Дизайнери Evie обрали більш функціональний одяг, який личить жіночій вбивці, який визначається використанням гострих кутів, довгого пальто, червоного пояса, білого кольору та, очевидно, капюшона та прихованого леза. Команда намагалася зберегти більшу частину візуальних елементів персонажа під час розробки її альтернативного вбрання, а також достовірність у всесвіті вікторіанської епохи. Замість вишуканих суконь того періоду команда розробників надихалася сучасними британськими панк- і рок-сценами.
Провідний сценарист Syndicate Джеффрі Йохалем зазначив під час інтерв'ю 2015 року, що команда навмисно уникала виявляти у Джейкоба жіночий інтерес до основної сюжетної лінії, і припустив, що йому потрібно «певною мірою зрозуміти себе» після його короткого партнерства з лідером конкуруючої банди Максвеллом Ротом. В інтерв'ю 2015 року, опублікованому The Mary Sue, Маккубрі припустив, що «підхід Джейкоба до людської взаємодії настільки сильно відрізняється», що він відштовхує інших, перш ніж навіть подумає про те, щоб їх залучити. Традиційні стосунки не мають сенсу для Джейкоба, оскільки, на її думку, він не докладає належних зусиль до міжособистісних взаємодій. Продюсери гри пізніше підтвердили в соціальних мережах, що Джейкоб канонічно бісексуал, хоча гравці могли зробити висновок про його сексуальну орієнтацію лише на підставі натяків у всесвіті.

## Створення
Джейкоба та Іві Фрай зіграли валлійський актор Пол Амос і англійська актриса Вікторія Аткін відповідно. Амос описав близнюків як представників освіченого класу Братства вбивць, і вони є потужною силою, коли працюють разом. Хоча він вважав Іві «клінічною та дуже впорядкованою» людиною, він описав Джейкоба як багатогранного: зухвалого та агресивного, але він також чарівний і має почуття гумору. Зображення Джейкоба та Іві було першим випадком, коли Еймос і Аткін були залучені до процесу захоплення руху: вони знімали у великій м'якій камері, носили костюми з лайкри та шоломи з прикріпленою камерою, спрямованою на їхні обличчя, які були обведені крапками для зйомки. їх вираз обличчя.
Аткін порівняв цей досвід із живою театральною виставою, де знімальна група могла зняти все за один раз. Аткін описав зйомки як дуже активний досвід, оскільки актори постійно з чогось стрибали або бігали. Під час зйомки руху Аткін була на підборах, і, за її словами, вона пишається цим досвідом. Вона описала загальний досвід як «звільняючий» і «роботу мрії», з її «поєднанням спорту, бойових мистецтв і акторської майстерності», без декорацій, реквізиту чи костюмів, які вона відчувала в більшості інших постановок. У Джейкоба та Іві були власні актори-каскадери, які знімали сцени бійки, великі сцени дій і стрибки з мотузкової ракети.
У відповідь на викриття Джейсона Шрайєра з Bloomberg у липні 2020 року щодо звинувачень у неналежній поведінці на робочому місці та сексизмі в корпоративній культурі Ubisoft, Аткін висловила полегшення в соціальних мережах через те, що ця ситуація зараз в очах громадськості, і визнала, що вона зіткнулася з деякими з стверджувана поведінка під час її роботи ' розробниками Syndicate. Письменник Syndicate Сері Янг відповіла на публікацію Аткін у Twitter, похваливши її за професіоналізм і виконання ролі Іві. Вона вибачилася перед Аткіном за те, як з нею поводилися Ubisoft, і натякнула, що це було важко «принести [Evie] у світ» через втручання Ubisoft. Аткін відповів і похвалив Янга за написання «дивовижного жіночого персонажа», незважаючи на перешкоди, з якими вона зіткнулася.

## Поява

### Assassin's Creed Syndicate
Джейкоб та Іві народилися в 1847 році в родині Ітана Фрая та його дружини Сесілі, обох членів Британського братства вбивць. Мати близнюків померла від ускладнень під час пологів, що глибоко вплинуло на Ітана, який згодом застосував дуже суворий і відсторонений підхід до виховання та навчання своїх дітей як асасинів. У той час як Іві росла, обожнюючи їхнього батька, більш бунтарське ставлення Джейкоба часто сварило його з Ітаном, який зрештою помер від плевриту на початку 1868 року, незадовго до подій Syndicate.
На початку сюжетної лінії Syndicate начальники близнюків Фрай у Братстві отримують повідомлення від Генрі Гріна, який керує бюро вбивць у Лондоні, що місто підпало під повний контроль тамплієрів та їхнього великого магістра Кроуфорда Старрика, впливова фігура в лондонській промисловості та злочинному світі. Старрик планує використати своє багатство та вплив, щоб посилити політичну владу тамплієрів у Британії, а через її володіння — у світі, фактично зробивши Британську імперію рукою Ордену тамплієрів. Близнюки починають свою роботу в Кроулі, коли Джейкоб вбиває корумпованого боса фабрики і тамплієра Руперта Ферріса, а Іві проникає в лабораторію, якою керують Девід Брюстер і окультистка тамплієрів Люсі Торн. Усередині Іві знаходить Брюстера, який експериментує з Яблуком Едему, і вбиває його. Брюстер розповідає Іві, що Старрик знає про другий, більш потужний Фрагмент Едему, коли Яблуко стає нестабільним і вибухає, змушуючи Іві тікати. Після успішних місій близнюки Фрай вирішують не виконувати накази Братства та прямують до Лондона.
Близнюки Фрай прибувають до Лондона та зустрічаються з Генрі Ґріном, який розповідає, що є сином індійського вбивці Арбааза Міра та давнім знайомим їхнього покійного батька Ітана. Вони мають різні ідеї щодо того, як перемогти тамплієрів: Джейкоб виступає за те, щоб вони вели бій безпосередньо з тамплієрами, а Іві наполягає на тому, щоб вони першими знайшли Фрагмент Едему. Тим не менш, вони погоджуються працювати разом, щоб звільнити різні райони Лондона, перемагаючи контрольовані тамплієрами банди, саботуючи бізнес, яким керують тамплієри, вбиваючи високопоставлених тамплієрів і створюючи власну злочинну групу під назвою Грачі. По дорозі вони стикаються з кількома союзниками, які є вигаданими версіями реальних історичних діячів, які діяли в той період, зокрема Чарльза Дарвіна, Чарльза Діккенса, Фредеріка Ебберлайна, Олександра Грема Белла, Карла Маркса, Флоренс Найтінгейл, Едварда Ходсона Бейлі, Артура Конан Дойл, Дуліп Сінгх і королева Вікторія. Близнюки поступово знищують лейтенантів Старрика протягом оповіді гри, що призводить до останнього зіткнення з самим Старриком, який до цього моменту отримав Фрагмент Едему. За допомогою Генрі вони вбивають Старрика та захищають Фрагмент Едему, повністю звільняючи Лондон від контролю тамплієрів.
Дія відбувається в 1888 році, через двадцять років після поразки лондонських тамплієрів, Assassin's Creed Syndicate: Jack the Ripper показує, що близнюки Фрай розійшлися: Іві переїхала до Індії після того, як вийшла заміж за Генрі, а Джейкоб став лідером британського Братства асасинів. хоча він був знищений вигаданою версією Джека Різника, який зображений як протеже-відступник Якова. Набір DLC розповідає про подвиги Іві як головної героїні після її повернення до Лондона, де вона розслідує зникнення Джейкоба, а також серію вбивств, пов'язаних із Різником, намагаючись зупинити панування терору лиходія.
Близнюки Фрай згадуються в побічній місії "Аномалія часу", яка розповідає про онуку Джейкоба Лідію Фрай як головну героїню, яка працює з Вінстоном Черчиллем, щоб знищити тамплієрів, які повернулися в Лондон під час Першої світової війни. До цього Джейкоб та Іві наглядали за навчанням Лідії, оскільки її батьки часто бували за кордоном на місіях для Братства, перш ніж їх переселили в сільську місцевість із початком Першої світової війни.

## Інші появи
Близнюки Фрай неодноразово з'являлися в ЗМІ франшизи Assassin's Creed. Як Джейкоб, так і Іві з'являються як допоміжні персонажі в Assassin's Creed: Underworld, романі-приквелі Syndicate 2015 року, центральним персонажем якого є Генрі Грін (спочатку відомий як Джаядіп Мір) і досліджується його раннє життя та навчання під керівництвом батька близнюків Ітана Фрая. Близнюки мимохідь згадуються в Assassin's Creed: Odyssey 2018 року, хоча Іві можуть завербувати імітованим лейтенантом на кораблі Adrestia, якщо гравці розблокують цю функцію через Ubisoft Club. І Джейкоб, і Іві є персонажами, які можна розблокувати для Assassin's Creed: Rebellion, мобільної безкоштовної стратегічної RPG-екшн- гри. Одяг Джейкоба — це косметичний варіант, який можна розблокувати в оновлених версіях Assassin's Creed III і Assassin's Creed Rogue.
Близнюки також згадувалися за межами франшизи Assassin's Creed, особливо в Watch Dogs: Legion 2020 року. Джейкоб Фрай є потенційним посиланням на пасхальне яйце в передісторії процедурно згенерованих персонажів у ігровому світі Legion, дія якого також відбувається в Лондоні в XXI столітті. Пізніше близнюки з'являться у всесвіті Watch Dogs у повноцінному перехресному вигляді в рамках великого оновлення 2021 року, яке представило необов'язковий сюжетний контент для Legion, де виявлено, що вони є предками Дарсі Кларксона, персонажа гравця, якого можна залучити, який є член Братства вбивць та її брат Лукас. За словами співробітників Ubisoft, кросоверний контент вважається неканонічним.

## Реклама та мерчандайз
Щоб просувати Syndicate, Ubisoft випустила рекламні трейлери, які демонстрували Джейкоба та Іві окремо. У липні 2015 року Ubisoft організувала смугу перешкод на тему Syndicate, яка проходила через дорогу від конференц-центру Сан-Дієго та збіглася з подією San Diego Comic-Con International у 2015 році. Амос і Аткін обидва брали участь у заході.
Джейкоб був широко представлений у маркетинговій кампанії гри та франшизному мерчендайзі, часто применшуючи важливість Іві або повністю виключаючи її. Деякі спеціальні випуски Syndicate постачаються в комплекті з фігурками із зображенням Якова. У 2016 році була випущена окрема дуже деталізована статуя Якова.

### Рецепція

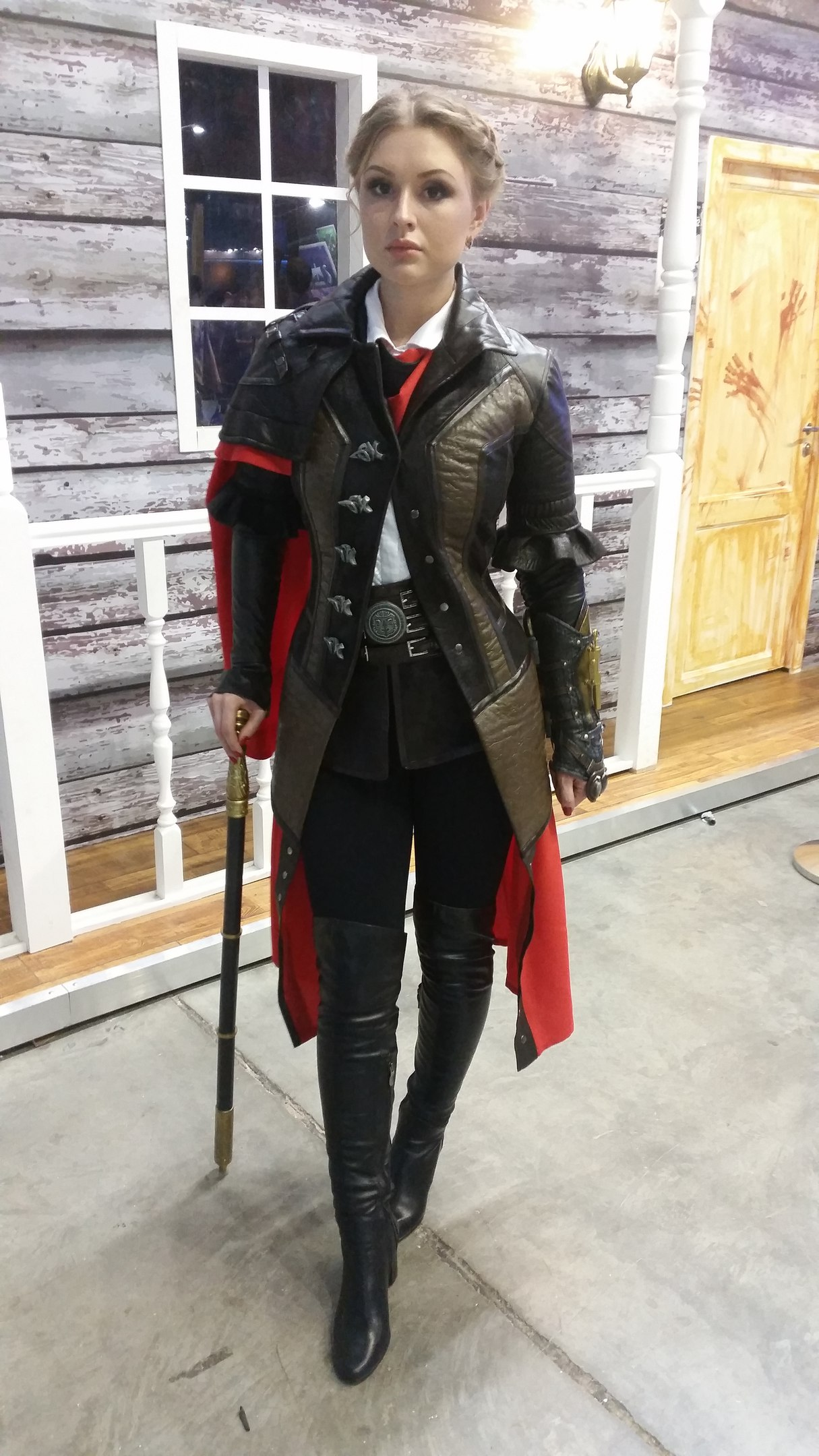
Косплеєр відтворює зовнішність Іві Фрай без капюшону

Близнюки Фрай отримали загалом позитивну реакцію критиків і часто займають високі позиції в списках «найкращих» персонажів у франшизі Assassin Creed. Співробітники IGN, а також Олександр Гілядов з VentureBeat вважають близнюків Фраїв найкращими героями франшизи з часів Еціо Аудіторе. Обидва персонажі визнані віхами репрезентації різноманітності: Джейкоб є першим підтвердженим бісексуальним головним персонажем франшизи Assassin's Creed, а Іві є першою жінкою-вбивцею, яка веде головну гру серії.
Зокрема, Іві викликала широке визнання критиків і викликала серйозну дискусію щодо ролі жінок у франшизі. Іві була названа найкращим новим персонажем на Canadian Videogame Awards 2015. тоді як Syndicate отримав номінацію на 19-й щорічній премії DICE за «Видатне досягнення в персонажі» для Іві. Game Informer відніс її до числа найкращих жіночих персонажів відеоігор 2015 року Polygon також включив її до числа найкращих жінок у відеоіграх 2015 року Кілька списків критиків висловили перевагу їй над Джейкобом. У серпневій статті 2015 року, присвяченій попередньому перегляду Syndicate, Шериф Саєд стверджував, що Іві швидко стала улюбленою героїнею нового серіалу серед співробітників VG247. Гілядов похвалив Іві як «добре реалізований, жорсткий жіночий персонаж», який не виглядає як карикатура. CNET назвав Іві 24-м найкращим жіночим персонажем відеоігор усіх часів, охарактеризувавши її як «симпатичної, непомітної вбивці». Таня ДеПасс похвалила Syndicate як незвичайний приклад відеогри, яка належним чином обробляє різноманітне представлення, насамперед через зображення Іві.
З іншого боку, співробітники Ubisoft у соціальних мережах розцінили те, як фанат ставив запитання про сексуальність Джейкоба в соцмережах. Кора Вокер була задоволена тим, що малюнок Джейкоба перекреслив її початкове негативне враження про персонажа як про гіпермаскулінний архетип, але висловила надію, що в майбутніх історіях буде менше двозначності щодо його здатності приваблювати осіб своєї статі. Джеймс Тротон з TheGamer вважав ситуацію прикладом стирання бісексуалів і був розчарований тим фактом, що автори Ubisoft не змогли або не захотіли однозначно зобразити сексуальність Джейкоба в сюжетній лінії Syndicate.